# فالوغا
فالوغا (به عربی: فالوغا) یک منطقهٔ مسکونی در لبنان است که در شهرستان بعبدا واقع شده‌است.
 فالوغا   ۱٬۲۵۰ متر بالاتر از سطح دریا واقع شده‌است.